# Jamal Jack
Jamal Jack (Charlotteville, Tobago, Trinidad y Tobago, 17 de diciembre de 1987) es un futbolista trinitense que juega como defensa en el Club Sando de la TT Premier Football League.

## Trayectoria
Jamal Jack comenzó su carrera en su isla natal de Tobago con Tobago United. En 2010 se mudó a la isla principal de Trinidad para jugar con San Juan Jabloteh, y más tarde con St. Ann's Rangers y con Central. También tuvo un breve período de préstamo con Alpha United en 2014 para jugar la Liga de Campeones de la Concacaf 2014-15 contra Portland Timbers y Olimpia.
En julio de 2016 se unió a Dragón en El Salvador mientras jugaba la Liga de Campeones de la Concacaf 2016-17 contra Saprissa y una vez más Portland Timbers. Fue descubierto por Pittsburgh Riverhounds al que se unió en enero de 2017, jugando 28 partidos para el equipo de la USL. En 2018, Jack jugó con el Colorado Springs Switchbacks donde jugó 50 partidos en dos temporadas.
En enero de 2020 se unió al Jocoro en El Salvador.

## Clubes
| Club                          | País              | Año       | Partidos | Goles |
| ----------------------------- | ----------------- | --------- | -------- | ----- |
| Tobago United                 | Trinidad y Tobago | 2009      | -        | -     |
| San Juan Jabloteh             | Trinidad y Tobago | 2010-2011 | 32       | 1     |
| St. Ann's Rangers             | Trinidad y Tobago | 2012      | 65       | 1     |
| Central F. C.                 | Trinidad y Tobago | 2013-2016 | 73       | 6     |
| Alpha United F. C. (préstamo) | Guyana            | 2014      | 22       | 2     |
| C. D. Dragón                  | El Salvador       | 2016      | 23       | 2     |
| Pittsburgh Riverhounds        | Estados Unidos    | 2017      | 28       | 1     |
| Colorado Springs Switchbacks  | Estados Unidos    | 2018-2019 | 50       | 1     |
| Jocoro F. C.                  | El Salvador       | 2020      | 6        | 0     |
| C. S. D. Sacachispas          | Guatemala         | 2020      |          |       |
| KFK Kópavogur                 | Islandia          | 2022-2023 |          |       |
| Club Sando                    | Trinidad y Tobago | 2023-     |          |       |
| Total:                        | Total:            | Total:    | 299      | 14    |

## Palmarés

### Títulos nacionales
| Título        | Club          | País              | Año     |
| ------------- | ------------- | ----------------- | ------- |
| TT Pro League | Central F. C. | Trinidad y Tobago | 2014-15 |
| TT Pro League | Central F. C. | Trinidad y Tobago | 2015-16 |

### Títulos internacionales
| Título                         | Club          | Confederación | Año  |
| ------------------------------ | ------------- | ------------- | ---- |
| Campeonato de Clubes de la CFU | Central F. C. | CFU           | 2015 |
| Campeonato de Clubes de la CFU | Central F. C. | CFU           | 2016 |